# Deutsche Leichtathletik-Hallenmeisterschaften 2025
Die 72. Deutschen Leichtathletik-Hallenmeisterschaften wurden vom 21. bis 23. Februar 2025 in der Helmut-Körnig-Halle in Dortmund ausgetragen.
Die Meister in den Langstaffeln (3 × 1000 m bei den Männern und 3 × 800 m bei den Frauen) wurden bereits am 15. Februar im Rahmen der Deutschen Jugendhallenmeisterschaften, die ebenfalls in der Helmut-Körnig-Halle in Dortmund stattfinden, ermittelt.
Die ausgelagerten Meisterschaften in den Hallenmehrkämpfen wurden am 8. und 9. Februar 2025 in Frankfurt am Main ausgetragen.
Die Deutschen Meisterschaften im Winterwurf fanden am 15. und 16. Februar in Halle (Saale) statt. Darunter fallen die drei Wurfdisziplinen Speerwurf, Diskuswurf und Hammerwurf, welche wegen der hohen und weiten Flugbahn der Wurfgeräte nicht in der Halle ausgeübt werden können.
Auch wenn der Winterwurf nicht in der Halle durchgeführt wird, gehört er in der Sichtweise vieler Leichtathleten zu den Winterdisziplinen und wird deshalb in den unten stehenden Ergebnislisten mit aufgeführt.

## Medaillengewinner

### Männer
| Disziplin               | Gold                                                                               | Leistung    | Silber                                                                      | Leistung    | Bronze                                                               | Leistung    |
| ----------------------- | ---------------------------------------------------------------------------------- | ----------- | --------------------------------------------------------------------------- | ----------- | -------------------------------------------------------------------- | ----------- |
| 60 m                    | Robin Ganter (MTG Mannheim)                                                        | 6,56 s      | Kevin Kranz (Sprintteam Wetzlar)                                            | 6,57 s      | Yannick Wolf (Cologne Athletics)                                     | 6,60 s      |
| 200 m                   | Robin Ganter (MTG Mannheim)                                                        | 20,85 s     | Felix Jahn (LC Jena)                                                        | 21,29 s     | James Adebola (SCC Berlin)                                           | 21,39 s     |
| 400 m                   | Florian Kroll (LG Osnabrück)                                                       | 47,15 s     | Friedrich Rumpf (SCC Berlin)                                                | 47,21 s     | Lukas Krappe (SCC Berlin)                                            | 47,50 s     |
| 800 m                   | Luis Oberbeck (LG Göttingen)                                                       | 1:48,17 min | Alexander Stepanov (VfL Sindelfingen)                                       | 1:48,57 min | Malik Skupin-Alfa (LG Offenburg)                                     | 1:49,34 min |
| 1500 m                  | Marius Probst (TV Wattenscheid 01)                                                 | 3:38,14 min | Karl Bebendorf (Dresdner SC)                                                | 3:41,69 min | Maximilian Thorwirth (SFD 75 Düsseldorf)                             | 3:42,19 min |
| 3000 m                  | Maximilian Thorwirth (SFD 75 Düsseldorf)                                           | 7:51,03 min | Florian Bremm (LSC Höchstadt/Aisch)                                         | 7:51,13 min | Sam Parsons (SCC Berlin)                                             | 7:52,32 min |
| 60 m Hürden             | Manuel Mordi (Hamburger SV)                                                        | 7,58 s      | Gregory Minoue (TV Kalkum-Wittlaer)                                         | 7,60 s      | Gavin Claypool (SCC Berlin)                                          | 7,90 s      |
| 4 × 200 m Staffel       | TV Wattenscheid 01Julian Wagner Kevin Ugo Julien-Kelvin Clair Jonas Breitkopf      | 1:25,87 min | Hamburger SVMoritz Mainka Matti Wellm Carl-Junior Boateng Mireku Paul Erdle | 1:26,05 min | SCC Berlin 2James Adebola Steven Müller Friedrich Rumpf Lukas Krappe | 1:26,52 min |
| 3 × 1000 m Staffel      | LG Region KarlsruheAlexander Kessler Christoph Kessler Simon Arnold                | 7:37,47 min | LG OsnabrückRobin Zernick Erik Siemer Mika Pikutzki                         | 7:47,66 min | Nur zwei Mannschaften am Start                                       |             |
| Hochsprung              | Tobias Potye (Cologne Athletics)                                                   | 2,24 m      | Mateusz Przybylko (TSV Bayer 04 Leverkusen)                                 | 2,21 m      | Falk Wendrich (LAZ Soest)                                            | 2,18 m      |
| Stabhochsprung          | Torben Blech (TSV Bayer 04 Leverkusen) Bo Kanda Lita Baehre (Düsseldorf Athletics) | 5,72 m      | nicht vergeben                                                              |             | Gillian Ladwig (Schweriner SC)                                       | 5,62 m      |
| Weitsprung              | Julian Holuschek (Eintracht Frankfurt)                                             | 7,76 m      | Luka Herden (LG Brillux Münster)                                            | 7,67 m      | Simon Plitzko (TSG Bergedorf)                                        | 7,58 m      |
| Dreisprung              | Max Heß (LAC Erdgas Chemnitz)                                                      | 17,00 m     | Steven Freund (LAC Erdgas Chemnitz)                                         | 15,85 m     | Mohammad Amin Alsalami (LAC Berlin)                                  | 15,53 m     |
| Kugelstoßen             | Eric Maihöfer (VfL Sindelfingen)                                                   | 20,37 m     | Silas Ristl (VfL Sindelfingen)                                              | 19,68 m     | Dennis Lukas (LG Idar-Oberstein)                                     | 19,11 m     |
| Siebenkampf             | Amadeus Gräber (Eintracht Frankfurt)                                               | 5843 Punkte | Nico Beckers (Track&Field Tigers)                                           | 5593 Punkte | Nils Kremling (LG Telis Finanz Regensburg)                           | 5539 Punkte |
| Diskuswurf (Winterwurf) | Henrik Janssen (SC Magdeburg)                                                      | 64,43 m     | Clemens Prüfer (OSC Potsdam)                                                | 63,55 m     | Steven Richter (LV 90 Erzgebirge)                                    | 63,32 m     |
| Hammerwurf (Winterwurf) | Merlin Hummel (LG Stadtwerke München)                                              | 76,38 m     | Kai Hurych (KSV Fürth 09)                                                   | 66,70 m     | Torben Schaper (TSV Bayer 04 Leverkusen)                             | 66,61 m     |
| Speerwurf (Winterwurf)  | Max Dehning (LG Offenburg)                                                         | 79,61 m     | Nick Thumm (VfB Stuttgart)                                                  | 75,00 m     | Maurice Voigt (SV Halle)                                             | 72,83 m     |

### Frauen
| Disziplin               | Gold                                                                                  | Leistung    | Silber                                                          | Leistung    | Bronze                                                                              | Leistung    |
| ----------------------- | ------------------------------------------------------------------------------------- | ----------- | --------------------------------------------------------------- | ----------- | ----------------------------------------------------------------------------------- | ----------- |
| 60 m                    | Alexandra Burghardt (LG Gendorf Wacker Burghausen)                                    | 7,13 s      | Lisa Mayer (Sprintteam Wetzlar)                                 | 7,21 s      | Sophia Junk (LG Rhein-Wied)                                                         | 7,22 s      |
| 200 m                   | Jessica-Bianca Wessolly (VfL Sindelfingen)                                            | 23,05 s     | Louise Wieland (Hamburger SV)                                   | 23,63 s     | Judith Bilepo Mokobe (USC Mainz)                                                    | 23,79 s     |
| 400 m                   | Johanna Martin (1. LAV Rostock)                                                       | 52,30 s     | Skadi Schier (SCC Berlin)                                       | 53,27 s     | Annkathrin Hoven (TSV Bayer 04 Leverkusen)                                          | 53,36 s     |
| 800 m                   | Jana Marie Becker (Königsteiner LV)                                                   | 2:08,67 min | Karolina Mia Haas (LG Olympia Dortmund)                         | 2:09,02 min | Nele Weßel (TV Waldstraße Wiesbaden)                                                | 2:09,41 min |
| 1500 m                  | Majtie Kolberg (LG Kreis Ahrweiler)                                                   | 4:13,65 min | Elena Burkard (LG farbtex Nordschwarzwald)                      | 4:13,78 min | Jolanda Kallabis (FT 1844 Freiburg)                                                 | 4:14,52 min |
| 3000 m                  | Lea Meyer (VfL Löningen)                                                              | 8:53,82 min | Elena Burkard (LG farbtex Nordschwarzwald)                      | 8:58,26 min | Vanessa Mikitenko (SSC Hanau-Rodenbach)                                             | 9:04,49 min |
| 60 m Hürden             | Marlene Meier (TSV Bayer 04 Leverkusen)                                               | 7,96 s      | Rosina Schneider (TV Sulz)                                      | 7,97 s      | Franziska Schuster (TSV Bayer 04 Leverkusen)                                        | 8,04 s      |
| 4 × 200 m Staffel       | LG Stadtwerke MünchenDenise Uphoff Svenja Pfetsch Nike Praetzel Amelie-Sophie Lederer | 1:35,96 min | SCC BerlinSkadi Schier Michelle Janiak Lena Leege Alica Schmidt | 1:36,23 min | USC MainzJudith Bilepo Mokobe Mia Louisa Schmitz Mara Sophie Schmitz Lotte Gretzler | 1:37,60 min |
| 3 × 800 m Staffel       | Cologne Athletics 1Berit Janowitz Natalie Füllgraf Vera Coutellier                    | 6:38,31 min | TSV Schott MainzPhyllis Mainka Luise Pecht Franziska Schindler  | 6:39,93 min | TSV Bayer 04 Leverkusen 1Pauline Meyer Linda Wrede Fabiane Meyer                    | 6:40,41 min |
| Hochsprung              | Bianca Stichling (TSV Bayer 04 Leverkusen)                                            | 1,90 m      | Imke Onnen (Cologne Athletics)                                  | 1,90 m      | Johanna Göring (SV Salamander Kornwestheim)                                         | 1,84 m      |
| Stabhochsprung          | Anjuli Knäsche (VfB Stuttgart)                                                        | 4,50 m      | Friedelinde Petershofen (SV Werder Bremen)                      | 4,30 m      | Anna Hiesinger (LAZ Ludwigsburg)                                                    | 4,10 m      |
| Weitsprung              | Malaika Mihambo (LG Kurpfalz)                                                         | 6,79 m      | Mikaelle Assani (SCL Heel Baden-Baden)                          | 6,57 m      | Sandrina Sprengel (LG Steinlach-Zollern)                                            | 6,47 m      |
| Dreisprung              | Jessie Maduka (Cologne Athletics)                                                     | 14,04 m     | Sarah-Michelle Kudla (LG Nord Berlin)                           | 13,72 m     | Kira Wittmann (Hannover 96)                                                         | 13,67 m     |
| Kugelstoßen             | Yemisi Ogunleye (MTG Mannheim)                                                        | 20,27 m     | Katharina Maisch (LV 90 Erzgebirge)                             | 19,10 m     | Alina Kenzel (VfB Stuttgart)                                                        | 18,36 m     |
| Fünfkampf               | Sandrina Sprengel (LG Steinlach-Zollern)                                              | 4455 Punkte | Mareike Rösing (USC Mainz)                                      | 4294 Punkte | Marie Jung (Eintracht Frankfurt)                                                    | 4184 Punkte |
| Diskuswurf (Winterwurf) | Kristin Pudenz (OSC Potsdam)                                                          | 61,59 m     | Marike Steinacker (TSV Bayer 04 Leverkusen)                     | 61,36 m     | Leia Braunagel (Eintracht Frankfurt)                                                | 56,83 m     |
| Hammerwurf (Winterwurf) | Samantha Borutta (Eintracht Frankfurt)                                                | 68,63 m     | Aileen Kuhn (Eintracht Frankfurt)                               | 64,90 m     | Michelle Wilms (geb. Döpke) (TSV Bayer 04 Leverkusen)                               | 64,43 m     |
| Speerwurf (Winterwurf)  | Victoria Krause (Düsseldorf Athletics)                                                | 57,00 m     | Julia Ulbricht (1. LAV Rostock)                                 | 54,76 m     | Mirja Lukas (TSV Bayer 04 Leverkusen)                                               | 54,54 m     |